# Listudden

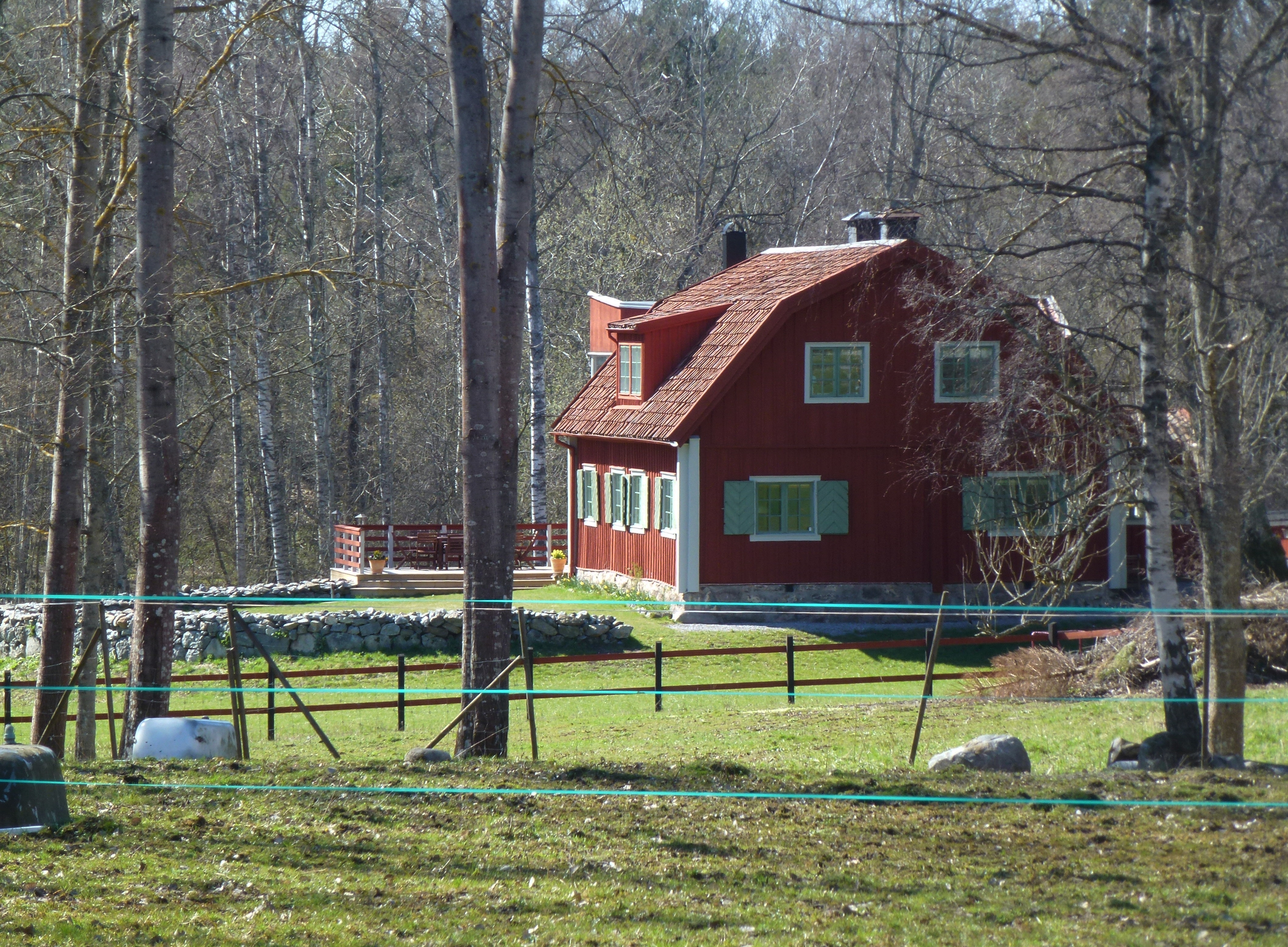
Listuddens huvudbyggnad, 2014.

Listudden (tidigare benämning även Listuddsstorpet) är en byggnad på Listuddsvägen 101 vid norra stranden av sjön Flaten i stadsdelen Skarpnäs gård i södra Stockholm. Den nuvarande huvudbyggnaden härrör från 1700-talets mitt. Gårdens historiska bebyggelse ligger inom Flatens naturreservat och är blåmärkt av Stadsmuseet i Stockholm, vilket innebär att den utgör "synnerligen höga kulturhistoriska värden".

## Bakgrund

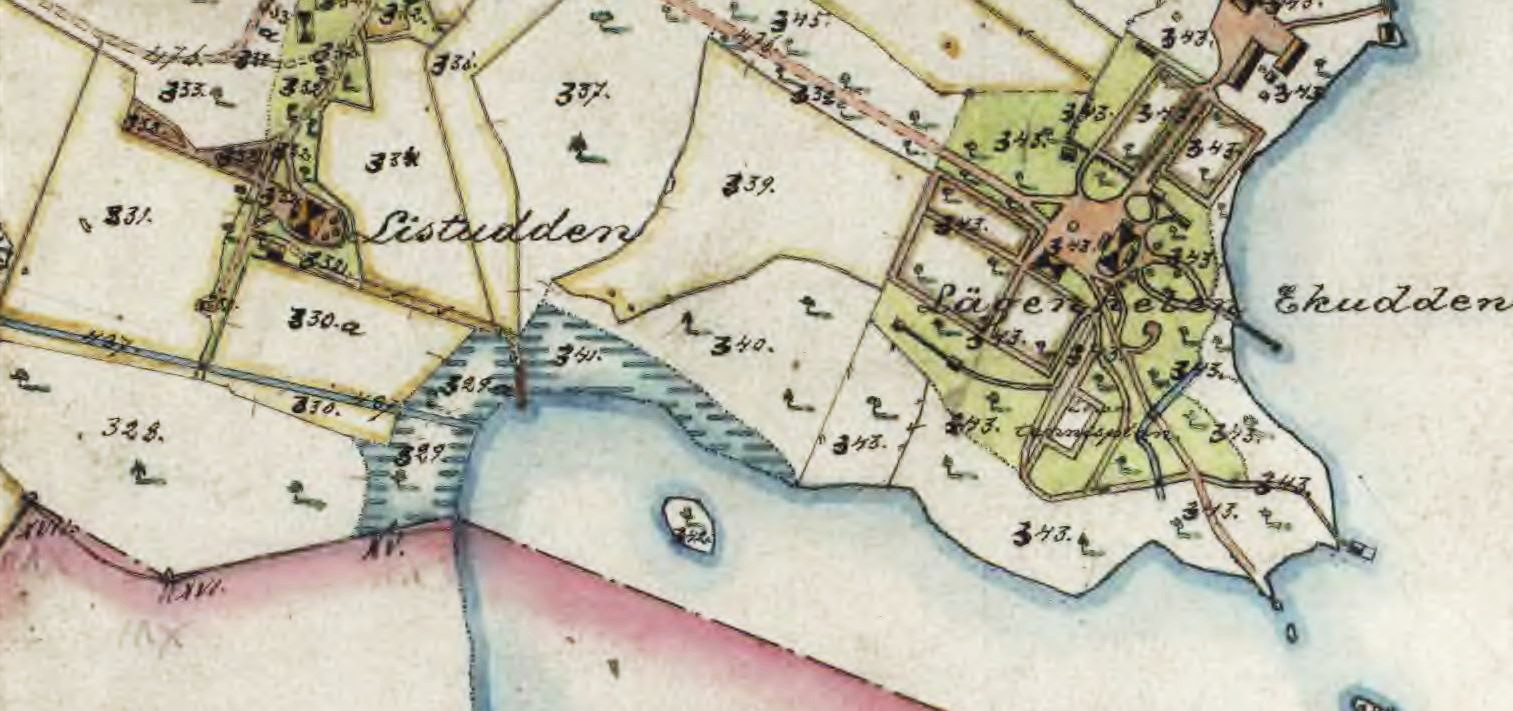
Listudden och Ekudden omkring år 1900.

Listudden var ett av många torp som låg under godset Skarpnäcks gård. Listuddens närmaste granne i öster var torpet Ekudden som även det lydde under Skarpnäck. Ekuddens huvudbyggnad från 1880-talet brändes ner i slutet av 1960-talet och av gårdsbebyggelsen finns idag inget kvar medan Listuddens byggnader fortfarande existerar.

## Historik

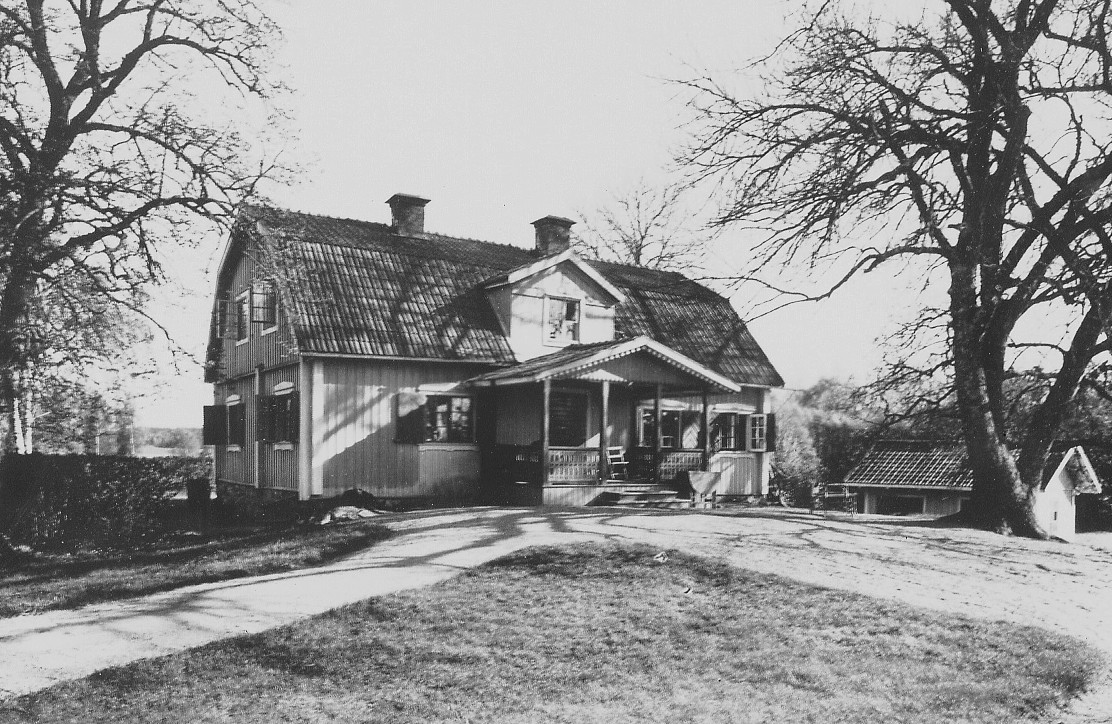
Listuddens huvudbyggnad, 1928.

Listudden var på 1680-talet ett dagsverkstorp under Skarpnäck. Nuvarande huvudbyggnad uppfördes på 1740- eller 1750-talet som arrendelägenhet och var även uthyrd som sommarnöje. Bland hyresgästerna fanns en fabrikör Norman, stadsmäklare Anders Broberg, silkesfärgare Isak Thunberg och J.F. Hornberg. 1821 flyttade torparen Erik Eriksson med familj in. Efter hans död 1830 flyttade familjen till Pungpinetorpet, som också var ett av Skarpnäckgodsets torp. 1832 stod Listudden öde och 1840–1851 blev det godsets personalbostäder. 1859 arrenderades både Listudden och Ekudden (som då fortfarande hette "Lilla Listudden") av J.F. Kempff, en pensionerad sjökapten i handelsflottan, som dock avled redan samma år. 
Åren 1861−1862 förvärvades godset Skarpnäck av den tyske ölbryggaren Friedrich Neumüller. Han kom som 21-åring till Stockholm och grundade senare det framgångsrika Neumüllers Bryggeri på Södermalm. I köpet ingick egendomens samtliga torp, så även Listudden som Neumüller tillsammans med Ekudden hade arrenderad redan året innan köpet. Listudden blev dagsverkstorp igen och 1886 sommarnöje åt en av Neumüllers döttrar, Pauline, som var gift med konstnären Johan Åkerlund. Deras son, läkaren Åke Åkerlund, friköpte stället 1920 som sedan stannade kvar i släkten Åkerlund fram till 1990-talet.

## Bebyggelsen
Listuddens corps de logi är ett panelat trähus i en våning under ett valmat, tegeltäckt sadeltak och beläget på en terrass med utsikt över Flaten. Fönsterluckorna är de ursprungliga och entréporten i gustaviansk stil är hitflyttad från ett rivet hus i Nacka. På 1920-talet utfördes en om- och tillbyggnad när Listudden blev åretruntbostad åt Åke Åkerlund med familj. För ritningarna stod arkitekt John Åkerlund. Förstukvisten och utbyggnad på vinden tillkom vid samma tid.  Huset var ursprungligen gulmålat, färgsättningen ändrades till faluröd kulör i samband med en om- och tillbyggnad år 2013. Då tillbyggdes huset med en modern oktogonal volym i två våningar mot sydväst.
Huset har en bostadsyta om 400 kvadratmeter fördelat på 13 rum och tomten är på 1,8 hektar. Till bebyggelsen hör även ett mindre gulmålat och ett rödmålat bostadshus samt gårdens historiska ekonomibyggnader med stall, ladugård och loge. 

## Bilder

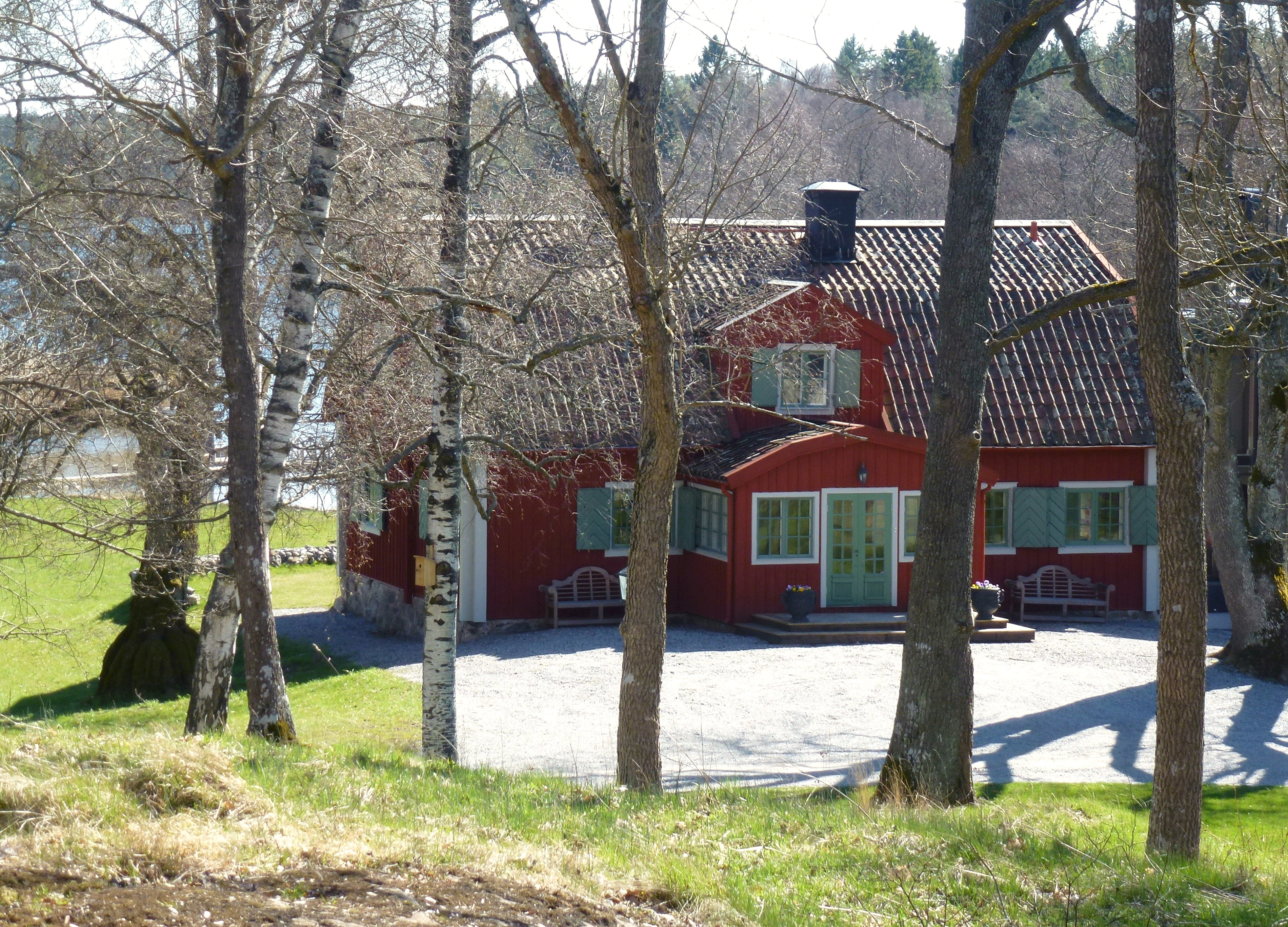
Huvudbyggnad
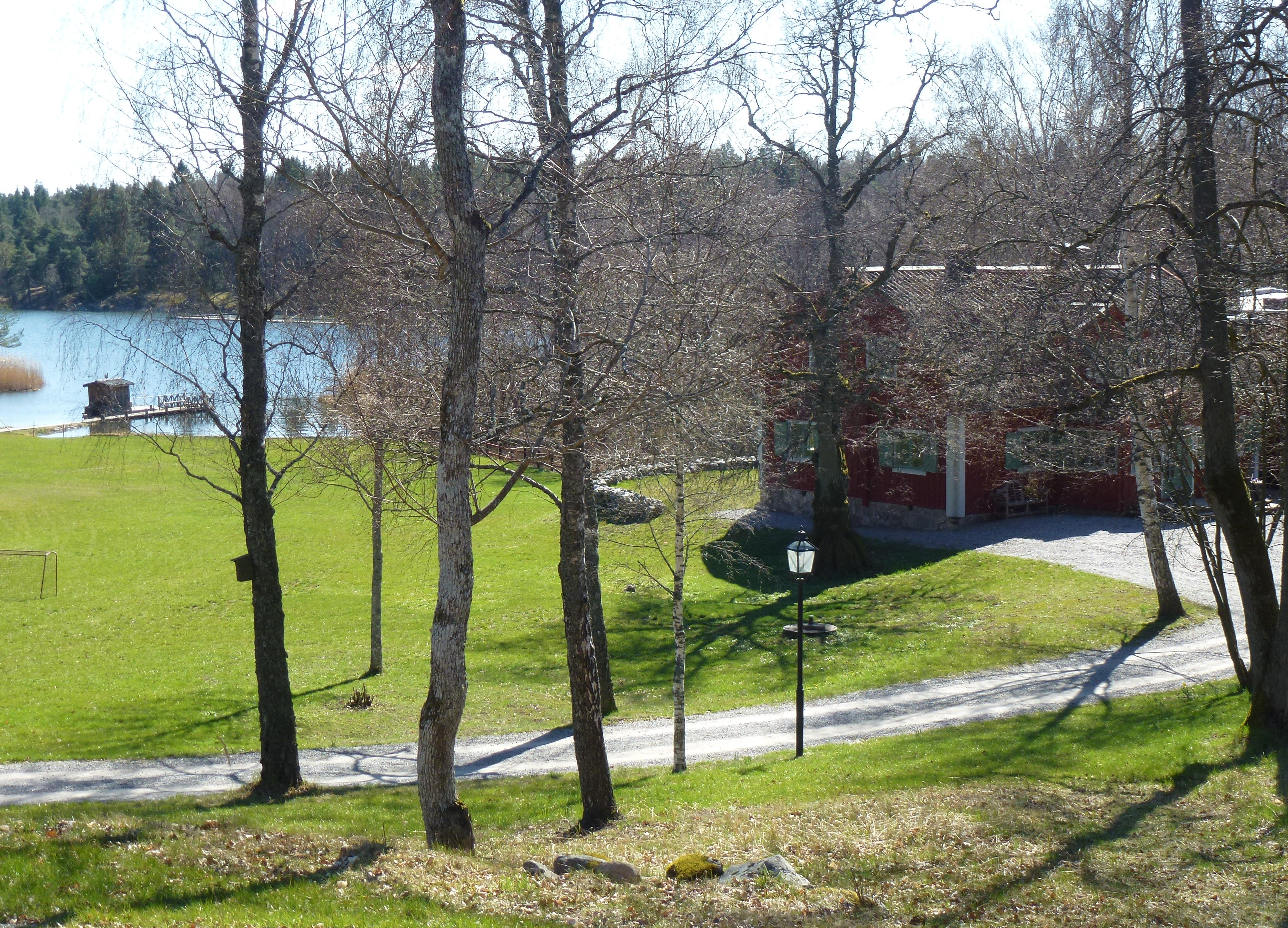
Tomten ner mot Flaten
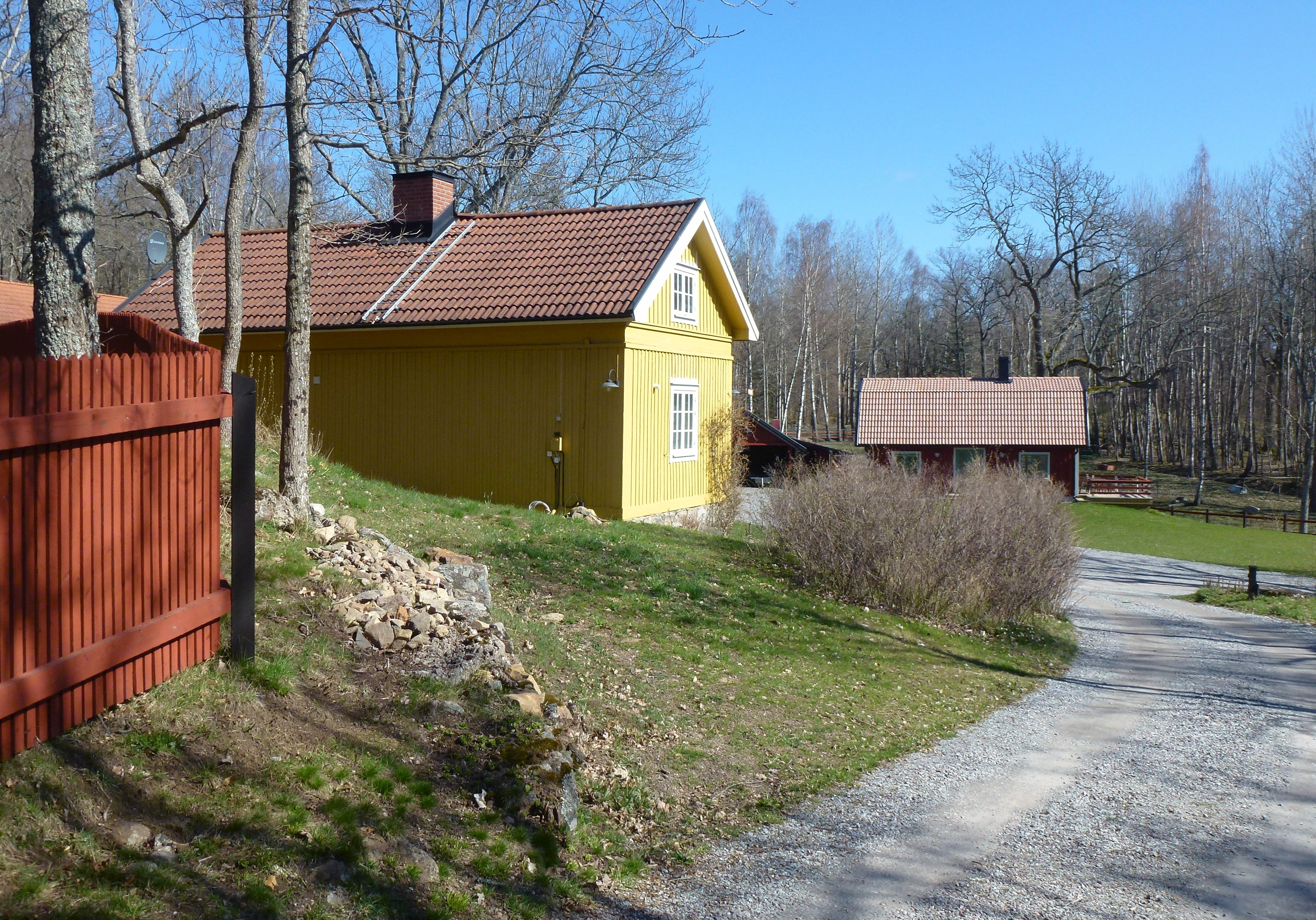
Gårdens båda mindre bostadshus
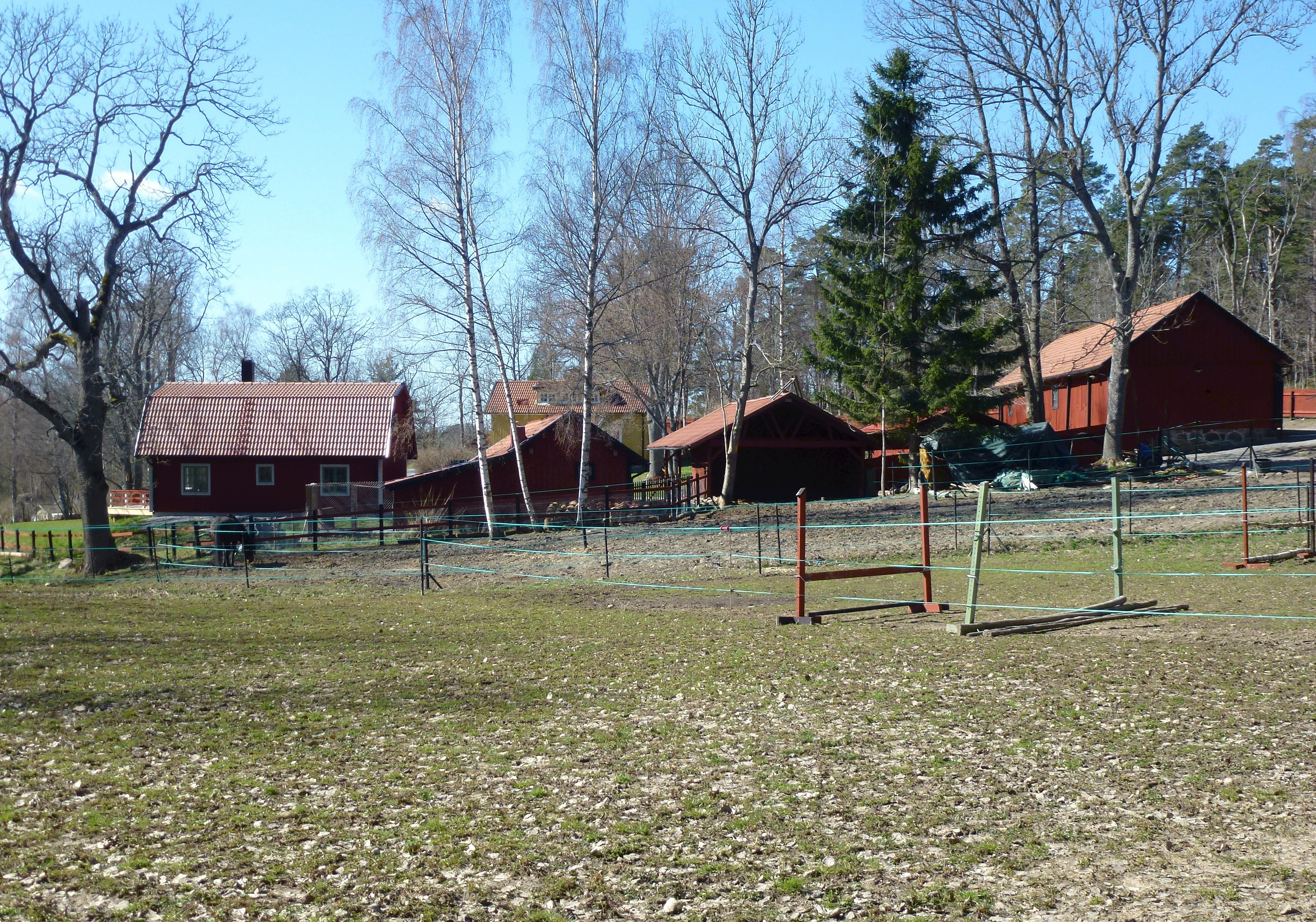
Gårdens ekonomibyggnader